# چوببر
چوببر، روستایی در دهستان معمولان بخش مرکزی شهرستان معمولان در استان لرستان ایران است.

## جمعیت
بر پایه سرشماری عمومی نفوس و مسکن در سال ۱۳۹۵، جمعیت این روستا برابر با ۱۲۰ نفر (۳۶ خانوار) بوده‌است.